# Mount Bayonne
Mount Bayonne (französisch Massif Bayonne) ist ein Berg auf der westantarktischen Alexander-I.-Insel. Er bildet mit einer Höhe von 1500 m (laut Angaben chilenischer Wissenschaftler 1400 m, laut UK Antarctic Place-Names Committee 1600 m) den nördlichen Ausläufer der Rouen Mountains.
Erstmals kartiert wurde er von Teilnehmern der Fünften Französischen Antarktisexpedition (1908–1910) unter der Leitung von Jean-Baptiste Charcot, der ihn nach der französischen Stadt Bayonne benannte. Erneut gesichtet wurde er 1936 bei einem Überflug im Rahmen der British Graham Land Expedition (1934–1937) unter der Leitung des australischen Polarforschers John Rymill. Eine weitere Kartierung und Luftaufnahmen entstanden bei der Ronne Antarctic Research Expedition (1947–1948) unter der Leitung des US-amerikanischen Polarforschers Finn Ronne. Schließlich erfolgte 1960 die Vermessung durch den britischen Geographen Derek Searle vom Falkland Islands Dependencies Survey.